# فابيان إسبيندولا
فابيان إسبيندولا (بالإسبانية: Edgar Espíndola)‏ هو لاعب كرة قدم أرجنتيني في مركز الهجوم، ولد في 4 مايو 1985 في Villa de Merlo ‏ في الأرجنتين. لعب مع بوكا جونيورز وتاليريس كوردوبا ودي.سي. يونايتد وريال سولت ليك وسوسيداد ديبورتيفو كيتو ونادي أوكاس ونيويورك ريد بولز.

## وصلات خارجية
- فابيان إسبيندولا على موقع الدوري الأمريكي (الإنجليزية)
- فابيان إسبيندولا على موقع إي إس بي إن إف سي (الإنجليزية)
- فابيان إسبيندولا على موقع قاعدة بيانات كرة القدم.إي يو (الإنجليزية)
- فابيان إسبيندولا على موقع Soccerway.com (الإنجليزية)
- فابيان إسبيندولا على موقع AS.com (الإسبانية)